# Lysimachia coreana
Lysimachia coreana är en viveväxtart som beskrevs av Takenoshin Nakai. Lysimachia coreana ingår i släktet lysingar, och familjen viveväxter. Inga underarter finns listade i Catalogue of Life.